# Gabi Ashkenazi

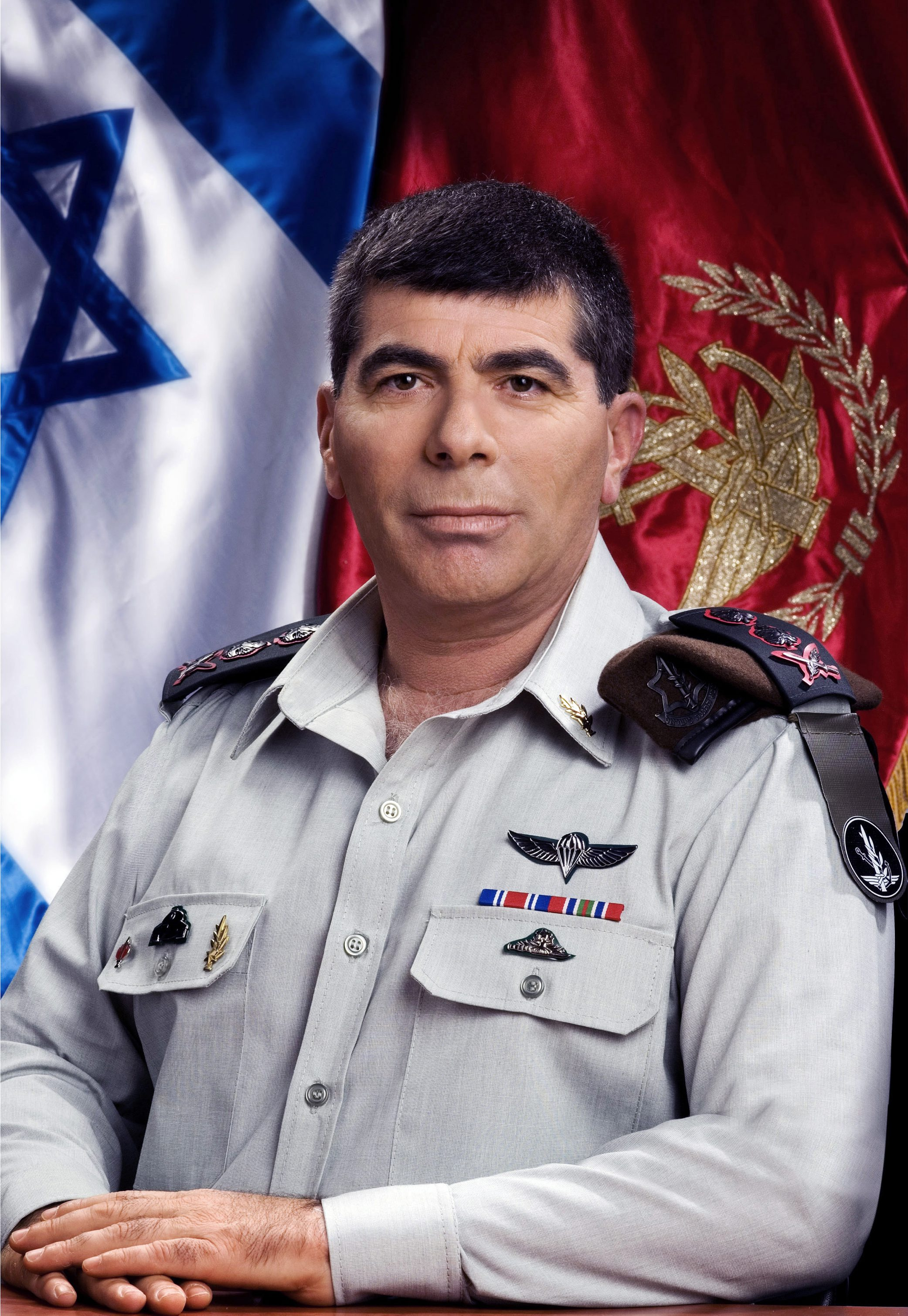
Gabi Ashkenazi

O tenente-general Gabi Ashkenazi (nascido em 25 de fevereiro de 1954 em Hagor, Israel) foi o Ramatkal, Chefe do Estado-Maior das Forças Armadas de Israel, de 2007 a 2011, tendo sido selecionado pelo ex-ministro da Defesa de Israel Amir Peretz para suceder o tenente-general Dan Halutz que renunciou após ser duramente criticado por sua condução do exército na guerra com o Hizbollah, ocorrida em 2006.